# Lista över Bionicle-leksaker
Detta är en översikt över föremål som är unika för Legos Bioniclevärld. Information om personliga vapen hos figurerna täcks inte.

## Samlarobjekt
Samlarobjekt är föremål som i leksaksversionerna av figurerna paketeras slumpmässigt för att få köpare att samla hela set. Eftersom leksakerna ofta är designade så att den pågående samlarserien visas tydligt, är dessa samlarobjekt bland de mest välkända bland Bionicle-sakerna.

### Kanohi-masker
Kanohi betyder "mask" på matoran-språket. Kanohi-masker tillverkas av nedsmälta kanoka-skivor. Matoran-folket behöver ha på sig enkla kanohi-masker för att kunna fortsätta fungera, medan toa och toraga kan bära mer kraftfulla masker och utnyttja de speciella förmågor som finns i dessa.

### Krana
Krana är parasiter i form av masker som bärs av bohrokerna, en sorts mystiska varelser som en gång stred mot toa. De är de facto bohrokernas hjärnor och tillverkas av Bahrag, bohroksvärmarnas tvillingdrottningar.
Det finns också specialiserade krana som kallas för krana-kal. Dessa bärs av de sex elitbohrokerna som kallas för bohrok-kal. Det är okänt hur krana-kal tillverkas.

### Kraata
Kraata är makutans "avkomma", larvliknande varelser bildade av hans essens som kan infektera kanohi-masker. Kraata kan mutera till rahkshi-rustningar, som då kan styras av en annan kraata. Det finns 42 olika kända mutationstyper till rahkshi.

### Kanoka-skivor
Kanokaskivor är laddade frisbee-liknande skivor som används i sport och som försvarsvapen på Metru Nui. Varje skiva har en tresiffrig kod som beskriver dess flygegenskaper, krafter och styrka.

### Rhotuka-hjul
Rhotuka är energihjul som kan skapas av alla levande varelser. Deras kraft beror på vem som avfyrar den, men de kan i praktiken inte skapas och avfyras utan någon form av avfyrningsmekanism, antingen naturlig eller konstgjord.

### Zamor-glober
Zamor-glober är genomskinliga ihåliga bollar som kan fyllas med vätska, gas eller olika former av energi. När en zamor-glob träffar sitt mål blir den ogripbar och innehållet påverkar målet.

### Bläckfiskar
Bläckfiskar (squid) är organiska havslevande varelser som avlas fram av barraki-folket som vapen. De kan suga livsenergi ur den de anfaller. De simmar inte särskilt fort, så barraki har uppfunnit en avfyrningsmekanism för att skicka iväg dem fort i rätt riktning.
Samlarobjekt: Varje set med barrakier innehåller två bläckfiskar i nyanser av gult och orange. Varje "Squid Ammo"-paket innehåller sju bläckfiskar i nyanser av blått och grönt.

## Toa-föremål
I Bionicle-världen är några Matoran (arbetare och bybor) förutbestämda att utvecklas till Toa: krigare som ska försvara Matoran och upprättahålla fred i universum.

### Nuva-kub
Ett mystiskt lås som dök upp i bohrokernas bo, framför den plats där Bahrag hölls fången. Den har sex sidor som var och en motsvarar en nuva-symbol. Om symbolerna sätts på rätt plats skulle Bahrag bli fri. Kuben vaktades av exo-toa, och finns förmodligen fortfarande i Bahrags grotta.

### Nuva-symboler
Efter att toa mata utvecklades till toa nuva erhöll de speciella stensymboler för deras krafter. Dessa symboler bevarar när de förvaras i sina suva-skrin nuvas elementarkrafter. Symbolerna stals av bohrok-kal och de användes som nycklar för att låsa Bahrags fängelse.
Bohrok-kal förfjordes av symbolerna när toa sände sin kraft genom dem in i bohrok-kals sköldar och fick dem att kortsluta. Symbolerna återtogs och förvaras sedan dess av toa nuva på ett säkert ställe.

## Läs mer
- Bionicle